# Fabián Píriz
Fabián Eduardo Píriz González (Montevideo, Uruguay, 25 de enero de 1998) es un futbolista uruguayo. Juega de lateral izquierdo en San Marcos de Arica de la Primera B chilena.

## Trayectoria

### Debut
Fruto de las divisiones juveniles de Peñarol. Llegó al club a los 12 años junto a Federico Valverde de la mano de Jorge Gonçalves. Debutó un 24 de mayo en el encuentro en el que Peñarol ganó 2-0 contra Jorge Wilstermann, por Copa Libertadores, en Montevideo.
En su primera etapa en Peñarol logró disputar 4 encuentros, el ya relatado anteriormente, más 3 pertenecientes al Clausura 2017.

### Rampla
Fue cedido durante 6 meses al Rampla Juniors Fútbol Club, donde logró afrontar 2 partidos. Uno de ellos significó su debut en la segunda competición con mayor importancia en el continente, la Copa Sudamericana.

### Vuelta a Peñarol
Volvió a mediados de 2018 para jugar en las divisiones juveniles del aurinegro.

## Clubes
| Club                      | País    | Año       |
| ------------------------- | ------- | --------- |
| Peñarol                   | Uruguay | 2017-2021 |
| → Rampla Juniors (cedido) | Uruguay | 2018      |
| → Cerro Largo (cedido)    | Uruguay | 2019      |
| → Villa Española (cedido) | Uruguay | 2019      |
| → Plaza Colonia (cedido)  | Uruguay | 2020      |
| Racing Club               | Uruguay | 2021-2023 |
| San Marcos de Arica       | Chile   | 2023-Act. |

## Palmarés

### Torneos nacionales
| Título              | Club    | País    | Año  |
| ------------------- | ------- | ------- | ---- |
| Torneo Clausura     | Peñarol | Uruguay | 2017 |
| Campeonato Uruguayo | Peñarol | Uruguay | 2017 |
| Supercopa Uruguaya  | Peñarol | Uruguay | 2018 |